# All Shook Up
All Shook Up ist der Musiktitel eines von Otis Blackwell geschriebenen Rock-’n’-Roll-Songs, der 1957 in der Coverversion von Elvis Presley ein Nummer-eins-Hit wurde.

## Entstehung
Musik und Text stammen von Otis Blackwell. Das Original wurde von David Alexander Hess alias David Hill gesungen. Der Musiktitel lautete ursprünglich I’m All Shook Up, zusammen mit der B-Seite Melody for Lovers von Otis Blackwell komponiert und wurde von Hess am 7. November 1956 in den Capitol Studios von New York aufgenommen, veröffentlicht am 29. März 1957 (Alladin #3359). Das Original – im Musikstil des Rockabilly – gelangte nicht in die US-Charts.

## Inhalt
Das Lied erzählt von einem Lyrischen Ich, das die Liebe ganz aufgewühlt hat (englisch all shook up) und das vor Aufgeregtheit ganz zittrige Hände und weiche Knie hat (englisch my hands are shaky and my knees are weak). Darum bittet es um Verständnis für seine eigenartige Lage und betont, dass es ihm an nichts mangele: „Frag mich bloß nicht, was in meinem Kopf vor sich geht. Ich bin ein bisschen durcheinander, aber mir geht’s gut“ (englisch Please don’t ask me what’s on my mind. I'm a little mixed up, but I’m feelin' fine).

## Coverversion von Elvis Presley
Elvis nahm das Stück erst am 12. Januar 1957 bei Radio Recorders in Hollywood auf, es wurde am 12. April 1957 veröffentlicht (RCA Victor #PB-11106). Der Elvis-Millionenseller war mithin eine Coverversion.
Presley wurde nunmehr als Co-Autor erwähnt, ohne dass er eine eigene, urheberrechtlich relevante Bearbeitung vorgenommen hat. Deshalb geht die Fachliteratur von einem Cut In aus. Denn die Tatsache, dass Blackwell und Presley sich nie begegnet sind und Blackwell die Rechte an einigen seiner Werke zu einem regelrechten Schleuderpreis veräußerte, lässt Zweifel an einer Mitautorenschaft Presleys aufkommen. Presley sagte auch, keinen seiner Songs selbst geschrieben zu haben oder an der Entstehung beteiligt gewesen zu sein, weil er dafür kein Talent habe.

### Veröffentlichung
Auch wenn die Originalversion in vielen Quellen Elvis Presley zugeschrieben wird, stammt das frühere Aufnahmedatum von Hess, während Elvis seine Single im März 1957 veröffentlicht hatte. Ein Jahr später erschien der Song auch auf seinem 1958 veröffentlichten Album Elvis’ Golden Records.

### Rezeption der Presley-Version
Das Stück belegte nicht nur in den amerikanischen und britischen Charts Platz eins, sondern erreichte auch die Spitze der Country-Charts sowie als zweite Presley-Single Rang eins der R&B-Charts. Die Platte wurde von der RIAA mit Doppelplatin ausgezeichnet. Der Song belegt Platz 352 der Liste 500 Greatest Songs of All Time.

## Chartplatzierungen
| ChartsChartplatzierungen       | Höchstplatzierung | Wochen/ Monate |
| ------------------------------ | ----------------- | -------------- |
| Deutschland (GfK)              | 17 (2 Mt.)        | 2 Mt.          |
| Vereinigtes Königreich (OCC)   | 1 (23 Wo.)        | 23 Wo.         |
| Vereinigte Staaten (Billboard) | 1 (30 Wo.)        | 30 Wo.         |

### Auszeichnungen für Musikverkäufe
| Land/Region                  | Auszeichnungen für Musikverkäufe (Land/Region, Auszeichnung, Verkäufe) | Verkäufe  |
| ---------------------------- | ---------------------------------------------------------------------- | --------- |
| Vereinigte Staaten (RIAA)    | 2× Platin                                                              | 2.000.000 |
| Vereinigtes Königreich (BPI) | Silber                                                                 | 200.000   |
| Insgesamt                    | 1× Silber · 2× Platin ·                                                | 2.200.000 |

Hauptartikel: Elvis Presley/Auszeichnungen für Musikverkäufe

## Weitere Coverversionen
Das Lied wurde von zahlreichen weiteren Künstlern gecovert. Zur im Oktober 1973 von Suzi Quatro veröffentlichten Version – die fast doppelt so lang ist wie die von Elvis Presley – existiert auch ein Musikvideo. Weitere bekannte Coverversionen existieren unter anderem von Billy Joel, der das Lied im August 1992 auf Single veröffentlicht hat und von Paul McCartney, der den Song für sein im Oktober 1999 publiziertes Album Run Devil Run aufgenommen hat.
Die Version des Komponisten Otis Blackwell erschien im November 1977 auf seinem Album These Are My Songs!. Darüber hinaus veröffentlichte Peter Kraus das Lied unter dem Titel Total K.O. im November 2007 in deutscher Sprache.